# Галлюцинаторная палинопсия
Галлюцинаторная палинопсия — разновидность палинопсии (заболевания, при котором человек испытывает проблемы с послеобразами). При галлюцинаторной палинопсии человек может видеть уже произошедшие сцены (например, человек может видеть перед глазами момент, произошедший несколько секунд назад).

## Этиология
Галлюцинаторная палинопсия может быть вызвана многими типами поражений задней коры головного мозга, такими как: новообразования, инфаркты, кровоизлияния, пороки развития, аневризма, абсцессы и туберкулёмы, а также может проявляться при судорогах.

## Симптомы

### Персеверация (повторное воспроизведение) зрительного образа
Персеверация зрительного образа относится к одному неподвижному объекту, который остается фиксированным в поле зрения. Такие патологические послеобразы выглядят реалистично и имеют тот же цвет и четкость, что и исходный стимул. Длительность послеобразов — обычно не менее 15 секунд, но может сохраняться и в течение нескольких часов или даже дней. Например, пациент видит кошку, а после идентичная копия кошки остается зафиксированной в поле зрения в течение 30 минут.

### Персеверация действия
Персеверация действия означает повторение ранее просмотренного действия, которое непрерывно воспроизводится в течение нескольких минут. Например, пациент может видеть, как человек бросает мяч, а через час воспринимает ту же последовательность действий, повторяемую много раз. Послеобраз обычно имеет тот же цвет и четкость, что и оригинал.

### Наложение послеобраза на другие объекты в поле зрения
Пациенты с галлюцинаторной палинопсией могут испытывать явление, когда видимый ими послеобраз накладывается на другие объекты в поле зрения. Например, пациенту, увидевшему шляпу на одном человеке, будет казаться, что эта же шляпа есть и на других людях.

### Особое восприятие узоров
Пациент с галлюцинаторной палинопсией, при виде каких-либо узоров, может видеть, что они распространяются на другие объекты. Например, пациент видит на лампе клетчатый узор, который затем последовательно распространяется на такие предметы, как пол или стол.

## Лечение
Палинопсия, вызванная нарушениями мозгового кровообращения, обычно проходит спонтанно, и лечение должно быть сосредоточено на васкулопатических факторах риска. Палинопсия, вызванная новообразованиями, АВМ или абсцессами, требует лечения основного заболевания, которое обычно также разрешает палинопсию. Палинопсия, вызванная судорогами, обычно проходит после коррекции первичного нарушения и/или лечения судорог. При стойкой галлюцинаторной палинопсии можно попробовать применить противоэпилептические препараты.